# Лоран Фабіус
Лора́н Фа́біус (фр. Laurent Fabius; нар. 20 серпня 1946, Париж) — французький політик, член Соціалістичної партії (PS), колишній прем'єр-міністр Франції (1984–1986). Став прем'єр-міністром в 37 років, наймолодшим за всю історію П'ятої республіки.
16 травня 2012 був призначений міністром закордонних і європейських справ Франції в новому уряді соціалістів Жана-Марка Еро та перебував на посаді до 11 лютого 2016.

## Біографія
Лоран Фабіус народився 20 серпня 1946 року в Парижі в сім'ї багатого артдилера ашкеназького єврея Андре Фабіуса і його дружини Луїзи (уродж. Мортімер). Має двох синів від колишньої дружини продюсера Франсуази Кастро.
Після закінчення одного з найпрестижніших вищих навчальних закладів Франції, Вищої школи адміністрації, Фабіус працював аудитором Державної ради. Був вперше обраний в Національні збори в 1978 році від Соціалістичної партії (СПФ). Незабаром після цього він увійшов у коло наближених лідера соціалістів Франсуа Міттерана.
Коли Міттеран був обраний президентом в 1981 році, Лоран Фабіус став міністром бюджету, а через два роки — прем'єр-міністром. Він виступав за «новий» французький соціалізм, відкритий ринковій економіці. Вийшов у відставку після поразки соціалістів на парламентських виборах 1986 року.
Фабіуса, як і Жоспена, розглядали як наступника Міттерана. Однак, він не зміг стати першим секретарем СПФ на з'їздах 1988 і 1990 років, попри підтримку самого Міттерана. 1988 року в 41 рік став наймолодшим президентом Національних зборів. У 1992 врешті-решт став першим секретарем СПФ, але пішов після розгромної поразки на парламентських виборах 1993 року.
Хоча Фабіус був символом сучасного французького соціалізму, його політичне ім'я сильно постраждало після скандалу з трансфузією зараженої вірусом СНІДу крові. Будучи виправданий в суді, він залишився замішаний у скандалі в громадській думці. Фабіус знову став президентом Національних зборів у 1997, потім міністром економіки (2000–2002) в кабінеті Ліонеля Жоспена. Після відходу Жоспена з політики Фабіус без успіху намагався стати секретарем СПФ, після чого заявив, що він змінив свої погляди і увійшов в ліве крило партії.
Він очолював табір соціалістів, які виступали проти ратифікації Європейської конституції, але 1 грудня 2004 СПФ висловилася за Конституцію. Однак, Фабіус і після цього виступав у таборі противників Конституції і його навіть розглядали як лідера руху. Коли французи проголосували проти Європейської конституції на референдумі 2005 року, йому дозволили залишитися в партії, але позбавили посади в Національному виконавчому комітеті партії. 2007 року разом із Сеголен Руаяль і Домініком Стросс-Каном претендував на місце кандидата в президенти від СПФ, але при голосуванні відстав від обох.
Фабіус свого часу перебував у близьких стосунках з моделлю Карлою Бруні, нинішньою дружиною Саркозі.

## Нагороди
- Кавалер Великого хреста ордена Заслуг (Норвегія)
- Офіцер Національного ордена Квебеку
- Орден Зірки Румунії